# Patrik Norrman
Nils Patrik Svante Norrman, född 9 april 1961 i Sverige, är en svensk serieskapare. 

## Biografi
Patrik Norrman gjorde sin seriedebut i serietidningen Svenska Serier med serien Annas Serie. Bacon & Egg var en serie som skapades av Patrik Norrman och Ulf Granberg och publicerades i serietidningen Fantomen. Bacon & Egg fick en egen serietidning 1995 (Bacon & Ägg) men blev sedan nerlagd 1997. Nu publiceras den i serietidningen Herman Hedning.
2001 kom Norrman ut med serieboken Bacon & Egg – I själva verket – En retrospektiv utskällning av Patrik Norrman på förlaget Egmont Richters.
Norrman är också musiker och spelar basgitarr i svenska bluesband.